# 殷同
殷 同（いん どう、1889年〈光緒15年〉 - 1942年〈民国31年〉12月30日）は、中華民国の政治家・軍人。北京政府、国民政府に属した。後に親日政権である中華民国臨時政府、南京国民政府（汪兆銘政権）華北政務委員会でも要職をつとめた。字は桐声。

## 事績

### 日本通の四巨頭
南京陸軍第4中学を卒業した後に日本に留学し、陸軍経理学校、陸軍高等経理学校を卒業した。帰国後の1913年（民国2年）に、江蘇陸軍第3師第1旅参謀長に任命される。1917年（民国6年）、参戦軍経理科長となった。同年6月から中華民国陸軍将校学生（陸軍二等軍需）として汪時璟ら五人と共に陸軍経理学校に再び留学し、一年間の修学期間延長を経て1919年5月に同校を卒業している。
1920年（民国9年）12月25日、陸軍一等軍需正の地位を授与される。同年、陸軍清浦絨毛工廠の指導者となり、翌1921年（民国10年）からは、陸軍部統計科科長、淄川鉱業所所長、両淮四岸公所董事をつとめる。1923年（民国12年）、山東省青島にある日華合弁炭鉱会社魯大公司支配人、1928年（民国17年）、河北省塩務監督員となった。この頃までに、殷同は殷汝耕・袁良・程克とともに、日本通の四巨頭と目されるようになっている。
満洲事変後は駐平政務整理委員会委員として日中関係の調整役を任され、1933年（民国22年）5月、中国側停戦協定委員の一人として塘沽協定の交渉に当たると、翌6月には、行政院駐平政務整理委員会顧問兼華北戦区接収委員会委員に任ぜられた。同年10月、北寧鉄路管理局局長に異動した殷同は、駐平政務整理委員長黄郛の「ブレーン・トラスト」の1人と目されることになる。満洲事変以降途絶したまま懸案となっていた満洲との列車直通問題に取り組み、中華民国側代表としてこの難問題を解決に導いて、国民政府のみならず日本側からもその外交手腕を高く評価されることとなった。1935年（民国24年）に鉄道部顧問、1937年（民国26年）に鉄道部参事を歴任している。

### 親日政府での活動

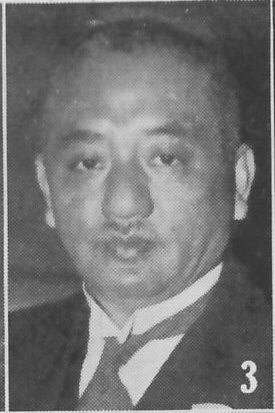
1940年前後の殷同

同年12月、王克敏が中華民国臨時政府を樹立すると、殷同もこれに参与した。翌1938年（民国27年）3月12日、建設総署署長に任命されている。同月、日華経済協議会委員にも任命された。
1940年（民国29年）3月30日、南京国民政府（汪兆銘政権）に臨時政府が合流し、華北政務委員会に改組される。殷同は同委員会常務委員兼建設総署督弁に特派された。国民政府中央でも、中央政治委員会聘請委員に任命されている。このほかにも、華北交通株式会社副総裁、新民会副会長、籌堵黄河中牟決口委員会主任委員、華北河渠委員会委員長などを歴任（兼任）した。
1942年（民国31年）12月30日、心臓病に伴う尿毒症の併発により北京特別市で死去。享年54（満53歳）。

### 人物像
臨時政府建設総署が創設された際、日本側は曹汝霖の署長就任を当初希望していたが、辞退した曹から替わりに推薦された人物が殷同である。曹の人物評によれば、殷は「日本語が上手く才幹もあり、日本側には信用があった」という。ただし、殷による建設事業推進や土地収用は手法が強引であり、土地収用に伴い住居を失った住民に自殺者が相次いだため、世間から殷は「酷薄鬼」と罵倒された、と曹は指摘している。